# Nonadekanska kiselina
Nonadekanska kiselina (nonadeciklinska kiselina, nonadekanoinska kiselina) je zasićena masna kiselina sa 19-ugljenika dugim lancom. Njena hemijska formula je . Ona formira soli zvane nonadecilati.
Nonadekanska kiselina je prisutna u mastima i biljnim uljima. Insekti je koriste kao feromon.